# Zéké (Burkina Faso)
Pour les articles homonymes, voir Zéké.
Zéké est une commune située dans le département de Tenkodogo de la province de Boulgou dans la région du Centre-Est au Burkina Faso.